# Distrito de Pomoravlje
El Distrito de Pomoravlje (en serbio: Pomoravski okrug, Поморавски округ) es uno de los 18 ókrug o distritos en que está dividida Serbia Central, la región histórica de Serbia. Tiene una extensión de 2.641 km², y según el censo de 2002, una población de 227.435 habitantes. Su capital administrativa es la ciudad de Jagodina.

## Municipios
Los municipios que componen el distrito son los siguientes:
- Jagodina
- Ćuprija
- Paraćin
- Svilajnac
- Despotovac
- Rekovac